# Stuk (roman)
 For alternative betydninger, se Stuk. (Se også artikler, som begynder med Stuk)
Stuk er en dansk roman fra 1887 af forfatteren Herman Bang. Romanen blev skrevet i Prag Den foregår i 1880’ernes opblomstrende og hektiske København, hvor man følger en række personer i de finere kredse, der præges af forfængelighed, snobberi og forlystelser. Som konjunkturerne vender, ændrer den løsagtige optimisme sig til mørke og hverdag, og det står klart, man har levet over evne. Centralt i romanen står opbygningen af det fiktive Victoria Theater, dets storhed og fald. Bag den glitrende overflade lurer råddenskaben, både økonomisk, kulturelt og moralsk.
Stuk er den første egentlige storbyroman i Danmark. Bang var inspireret af Émile Zolas roman La Cuvée (1852). Dagmarteatret på hjørnet af Jernbanegade og H. C. Andersens Boulevard i København var inspirationen til Victoria Theatret.
Hovedpersonen Herluf Berg har en række lighedspunkter med forfatteren Herman Bang selv: Hans initialer er H. B., han er journalist af profession, bosiddende i København og er født og opvokset på Als.
I romanens lange flashback tænker Berg tilbage på sin opvækst på Als. Personerne, miljøet og begivenhederne minder her til forveksling om Bangs senere roman Tine fra 1889.
Nutidshandlingen finder sted fra september 1882 til december 1884.

## Handling
Berg og Lange er på vej til en forestilling Casino Theatret i det indre København. På vejen dertil er byen er præget af mylder og trængsel. De ser operetten Lykkepigen, mens de betragter de andre gæster. Forestillingen er en stor succes. Efterfølgende kører Berg og Lange i Tivoli for at opleve sæsonens sidste fyrværkeri. Berg falder i snak med fru Canths kreds, som tilhører den højere middelklasse. Ægtemændende fører en skyggetilværelse, mens fruerne dominerer og holder et hof af modne ungkarle. Berg og Lange betragter et selskab ledet af konferensråd Hein, der står i spidsen for dannelsen af den nye Centralbank.
Berg vises af bygmester Martens rundt i det, der skal blive det ny Victoria Theater. I restauranten spiser de frokost med bogholderen og Martens’ højre hånd Spenner samt den unge Konstantin Adolf. De leger med ideen om, at Adolf og Berg skulle udgøre teatrets direktion. På avisen møder Berg impresarioen Hr. Theodor Franz, som roser København og dens potentiale. Berg leger atter med tanken om at træde ind i direktionen på Victoria Theatret.
Berg tænker tilbage på sin harmoniske barndom på skovriddergården på Als i 1860’erne og på bekymringen for den syge konge Frederik 7. Han mindes udbruddet af den 2. Slesvigske Krig i 1864, hvor hans far, skovrideren, rejste fra hjemmet for at deltage, og hvor den lille Herluf og hans mor fru Berg rejste fra Als til morens svigerinde Minna i København. Bergs far faldt ved Dybbøl. Tre år senere døde fru Berg, og Herluf fortsatte med at bo hos sin tante Minna og bedstefar. Han mindes udbruddet af den fransk-tyske krig i 1870.
I en samtale, hvor Lange gør grin med luksusluderen Paula, indrømmer den unge Erhard Gerster, at også han ind imellem spørger sig selv, om sex er det samme som kærlighed. Berg taler med Gerster om den formuende Adolf, der åbner en kunsthandel på Købmagergade. Berg indvier Gerster i det tilbud, Berg har fået, om at indgå kompagniskab med Adolf og Martens i forbindelse med Victoria Theatret, hvor Adolf og Martens skaffer den fornødne kapital. Berg ser muligheder i den københavnske vækst.
Ved en middag hos familien Hertz bryder Berg skamfuld sit årelange forhold til datteren Asta. Senere samme aften afslører han for Gerster, at han vil tage imod tilbuddet om direktørstillingen i Victoria Theatret. Planen er, at teatret skal åbne tre måneder senere.
Ved den succesrige åbning fortæller Spenner Martens, Berg og Adolf, at konsortiet har været nødt til at optage et stort prioritetslån i Centralbanken. Ved den efterfølgende fejring af åbningen koketterer den overstadige fru Canth med den fyrreårige ungkarl Hr. Sundt.
Det følgende forår – efter en endnu succesrig forestilling - overværer fru Martens Victoria restaurantens franske chefkok Hr. Desgrais– der får fem procent af alle indkøb - smide kødstykker i asken i køkkenet. Efter forestillingen og den efterfølgende festivitas og bytur afslører Adolf for Berg, at en netop afholdt Kongres på teatret ikke har tjent sig ind, men har kostet teatret penge.
På vej til frokost støder konferensråd Hein på Berg, der beder Centralbanken i endnu højere grad støtte Victoria Theatret økonomisk med endnu et prioritetslån. Da teatret ikke helt nyder samme succes som tidligere, er Hein betænkelig ved at engagere Centralbanken yderligere. Han tilbyder i stedet en kassekredit.
Erhard Gerster har en hemmelig affære med Mathilde Stern, som er gift med den ofte bortrejste godsejer Stern.
Som tiderne bliver sværere og gæsterne svigter forestillingerne, bliver det andet prioritetslån presserende. Konferensråd Hein overraskes, da han opdager, at de dyre borde i Victorias restaurant har bordplader af billigt fyrretræ. For at overbevise Hein om teatrets popularitet beslutter Adolf og Spenner at undlade at stemple fribilletterne, så de ligner betalte billetter. De betaler derfor også skat af disse billetter. Adolf skyder også penge fra sin fars formue ind i teatret, der kører med underskud.
Kredsen om fru Canth chokeres og forarges af, at redaktør Scheele og fru Dunker har gjort alvor af deres affære og er flygtet sammen.
Adolf besøger konferensråd Hein for at få det andet prioritetslån, men Hein vil fortsat ikke yde lånet og bebrejder Adolf dennes udnyttelse af sin faders kreditværdighed. Fru Hansen kommer til at afsløre for Berg, at Adolf længe har optaget lån i sin fars navn. Lidt senere bryder Adolf sammen foran fru Hansen i butikken, og hun bliver i baglokalet offer for hans ubeherskede begær.
Mathilde Sterns mor, generalinde Stern, får vished om, at Mathilde er gravid, og hun konfronterer Mathilde. Gerster formår ikke at vedstå sig sit ansvar, og Mathilde erkender, at deres affære blot har været en uforpligtende kærlighedsleg. Siden flytter hun og hendes moder over til Mathildes mand, godsejer Stern, i Blekinge.
Berg overværer, at leverandørerne til Victoria Theatrets restaurant klager over, at de ikke kan få deres betaling. Adolf og Spenner forsøger desperat at rejse penge til teatret, og Berg væmmes over lugten af svamp på Spenners kontor. Adolf stjæler sine forældres sølvtøj og pantsætter det for at skaffe penge til teatret. Madam Martens beskylder kokken for tyveri, idet man har fundet et trug med kød, som han har kasseret for at øge indkøbene og dermed sin egen fortjeneste. Den rasende og ubeherskede Hr. Desgrais forlader straks restauranten.
Erhard Gerster er alvorligt syg, og han fortæller Berg, at han er blevet far. Han fortæller, at han vil rejse på kurophold i Frankrig.
Spenner er sygemeldt og ikke set i dagevis. En morgen er Adolf ikke at finde hverken på Victoria eller i butikken. Mens Berg venter, dukker politiet op, da der er udstedt falske veksler. Victoria Theatret er gået fallit. Berg bryder sammen og drager til Centralbanken med politiet og repræsentanter for skuespillerne for at sikre de ansatte deres gage. Banken vil overtage driften med en anden ledelse, og det står tydeligt, at Adolf og Spenner er flygtet. Næppe er Berg kommet hjem, før han bliver hentet af politiet op til rådhuset til afhøring, hvor de venter med Martens og den pågrebne Adolf. Martens fortæller om al byggesjusket og leverandørernes bedragerier. Kun Adolf tages med af politiet.
I et brev fortæller Asta, at Mathildes og Gersters lille søn er død. Hr. Sundt besøger Berg og fortæller, at Københavns udvikling og alt det, der er sket, i virkeligheden er en følge af nederlaget i 1864.

## Vigtigste personer
- Herluf Berg: Teaterredaktør på hovedstadsavisen Dagbladet. Træder ind i direktionen på Victoria Theatret som kunstnerisk leder.
- Martens: Driftig bygmester. Direktør i Victoria Theatret.
- Konstantin Adolf: Direktør på Victoria Theatret. Står for den finansielle ledelse.
- Spenner: Bogholder og administrator på Victoria Theatret.
- Lange: Bergs forfatterven.
- Konferensråd Hein: Direktør af den nyoprettede Centralbank.
- Erhard Gerster: Bergs unge ven, der har en affære med Mathilde Stern.
- Asta Heltz: ung dame, der i fire år har haft et uafklaret forhold til Berg. Veninde til Mathilde Stern.
- Mathilde Stern: Gift med Hr. godsejer Stern. Har en affære med Erhard Gerster.

## Stil
Stuk er skrevet i Bangs impressionistiske stil, som han allerede havde udviklet med romanen Ved Vejen (1886). I stedet for at analysere sociale, politiske eller psykologiske problemer vil han iagttage personerne og situationerne. Han ønsker at skildre handlende mennesker.  Skildringen af menneskene i Stuk er en mosaik af stemmer og situationer, billedrig og opbrudt. Sætningerne er opbrudte og flygtige, hvilket giver en urolig rytme.
"Tæppet gik op.
Man var ved Hoffet. Folk klappede straks ad den straalende Sal i Guld og Guld, mens der kom Pager ind ad alle døre - fler og fler Pager, to og to, fler og fler - i Trikot. Hele Salen blev blot én Kikkert - Mænd greb Glassene af Konernes Skød eller Hænder -! Men der var jo Flokke, Snese - en Hær - rent en Hær af Trikots."
Skiftene mellem scener er springende og uden formidlende overgange. Tidens gængse episke fremstillingsform som indebar et kronologisk forløb, der skildrer én hovedpersons udvikling, nedbrydes. Med sine mere end hundrede personer har romanen næsten ikke en hovedperson. Herluf Berg er som person diffus og karakterløs. Fokus i romanen er i stedet på tidsbilledet, som er hektisk, kalejdoskopisk og flimrende. Der er derfor nærmest tale om en kollektivroman.

## Temaer
Titlen ”Stuk” henviser til den falske, imiterede udsmykning, det billige, forgyldte blændværk.
København er i midten af 1800-tallet i rivende udvikling, og voldene, der hidtil har markeret byens grænse, rives ned i 1872. Store anlægsarbejder og nybyggeri præger byen indtil konjunkturerne vender medio 1880’erne. Store forlystelser og pompøse bygninger får København til at ligne Paris og Wien. Det bygger dog på svindel og bedrag, og Bang beskriver i romanen de finansielle forhold bag og de risici, der løbes for at skaffe penge. Den overdrevne foretagsomhed bærer undergangen i sig. I modsætning til storbyen forbindes provinsen med følelsesmæssig nærhed og fast forankrede værdier. Bang mente, at den opgejlede forlystelsesyge og det entrepenante byggeboom skyldtes nederlaget i 1864.
I romanen fremstilles også frigørelsesbudskabet fra liberalt hold som en årsag til den moralske deroute. Friheden er blevet til uforpligtende nydelse, erotiske affærer, gøgleri og mangel på tro.
Den indre stuk er den manglende evne til ægte kærlighed, personernes uudviklede og uformående indre. Dette kompenseres gennem den glansfulde overfladiskhed og geskæftighed.